# Gilbert Passin
Gilbert Passin trabajó en la industria automovilística para Toyota, Volvo, Mack, Renault  y actualmente es Director de Fabricación en Tesla Motors.

## Historia

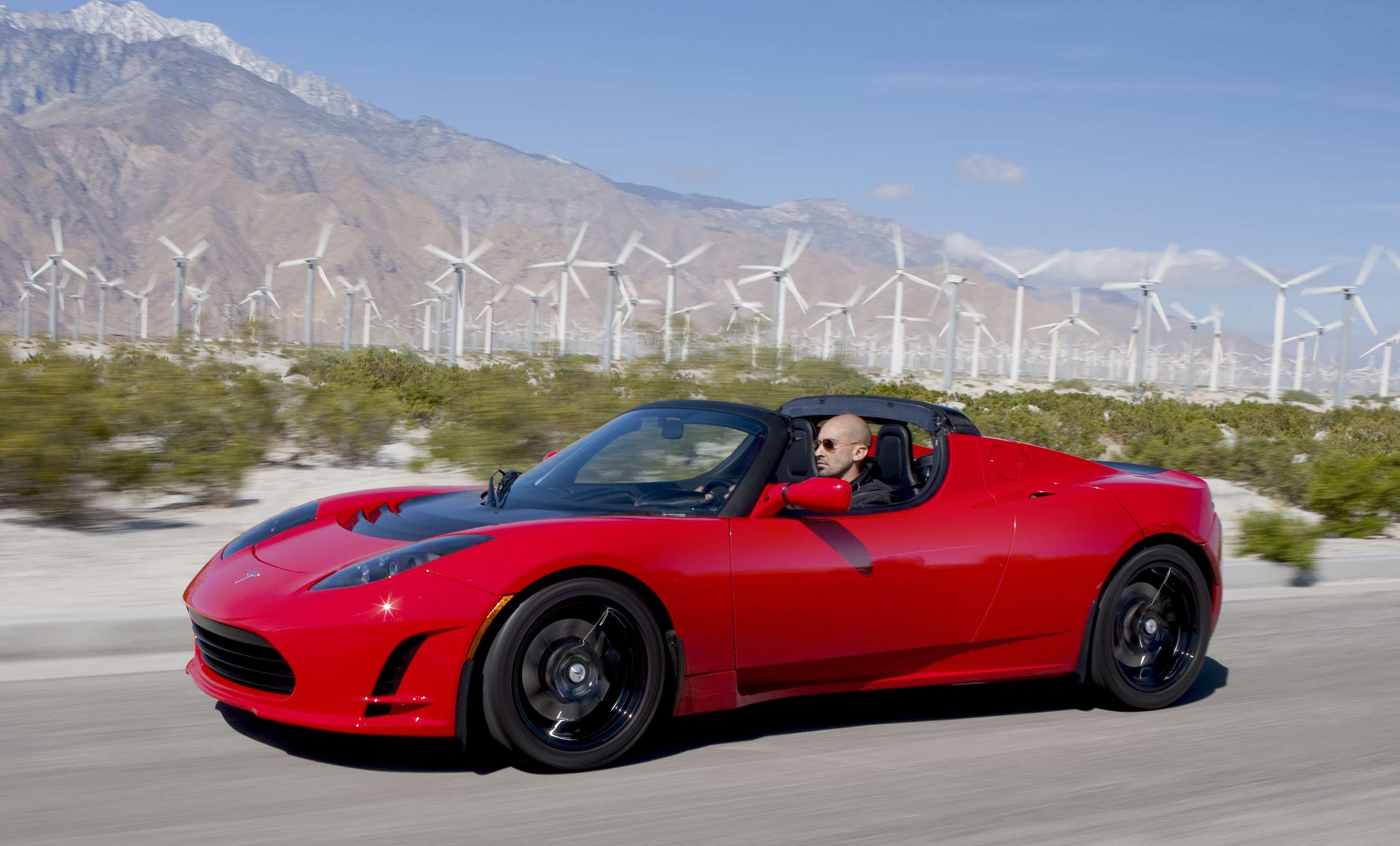
Tesla Roadster Sport 2.5.

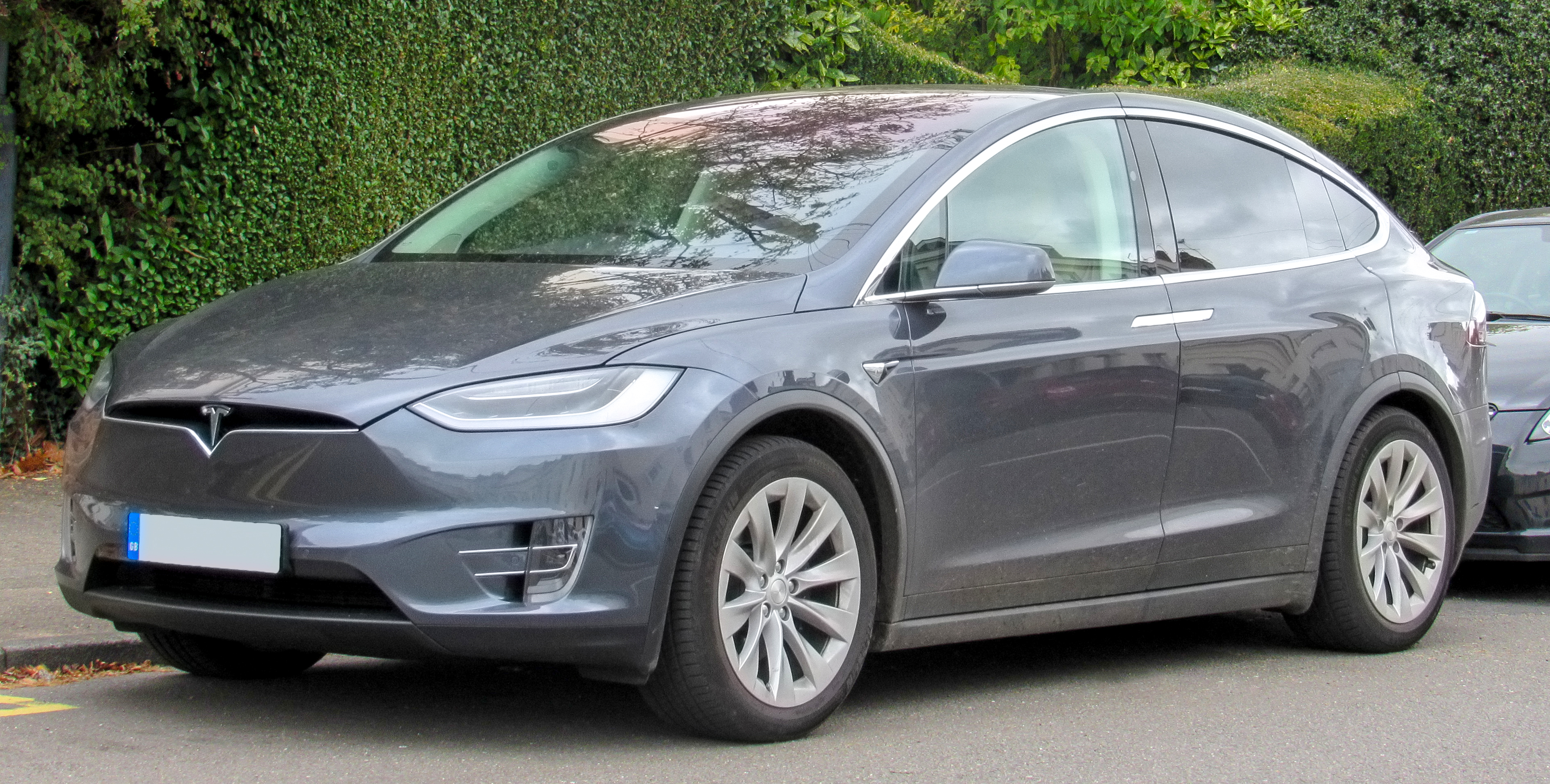
Tesla Model X.

Gilbert Passin es licenciado en Ingeniería por la Ecole Centrale de París. Tras obtener su licenciatura fue profesor de Dinámica y Mecánica en 3D en la Escuela de Ingenieros de la Universidad de Bath en el Reino Unido.

De septiembre de 1999 a septiembre de 2002 fue director general de Montaje de Mack Trucks Inc. en la fábrica de Winnsboro, Carolina del Sur.
De agosto de 2002 a agosto de 2005 fue director de Operaciones (VP of Operations) en Volvo Trucks N.A., Dirigió el traslado de la producción de camiones Mack a la fábrica de Volvo en Virginia, donde consolidó la producción de camiones Mack y Volvo. Incrementó la producción anual y mejoró la calidad y la productividad.
De agosto de 2005 a diciembre de 2008 fue Vicepresidente de Fabricación en la planta que tiene Toyota en Cambridge, Ontario, Canadá. La planta produce más de 350 000 vehículos al año. En ella Gilbert lanzó el Lexus RX 350 y la décima generación del Toyota Corolla y el Toyota Matrix. Esa planta es la única que produce Lexus fuera de Japón.
De enero de 2009 a enero de 2010 trabajó en Toyota North America como director general de Ingeniería de Producción (General Manager of Production Engineering) de la Costa Oeste. También fue ingeniero jefe de Producción para el nuevo Toyota Corolla.
Desde enero de 2010 es Director de Fabricación en Tesla Motors donde es el responsable de todas las operaciones de fabricación y montaje.

### Remuneración en Tesla Motors
Como Director de Fabricación (Vice President, Manufacturing) en Tesla Motors, recibió una remuneración total de 833 857 USD para el año fiscal 2012.
Su salario fue de 270 400 USD.
Recibió 563 457 USD como opciones sobre acciones (stock options),